# Ramsøyna
Ramsøyna, auch Ramsøy oder Ramsö ist eine bewohnte Insel im Hjeltefjord in der Gemeinde Askøy in der norwegischen Provinz Vestland. Auf der Insel leben 232 Menschen (Stand 2018).

## Lage

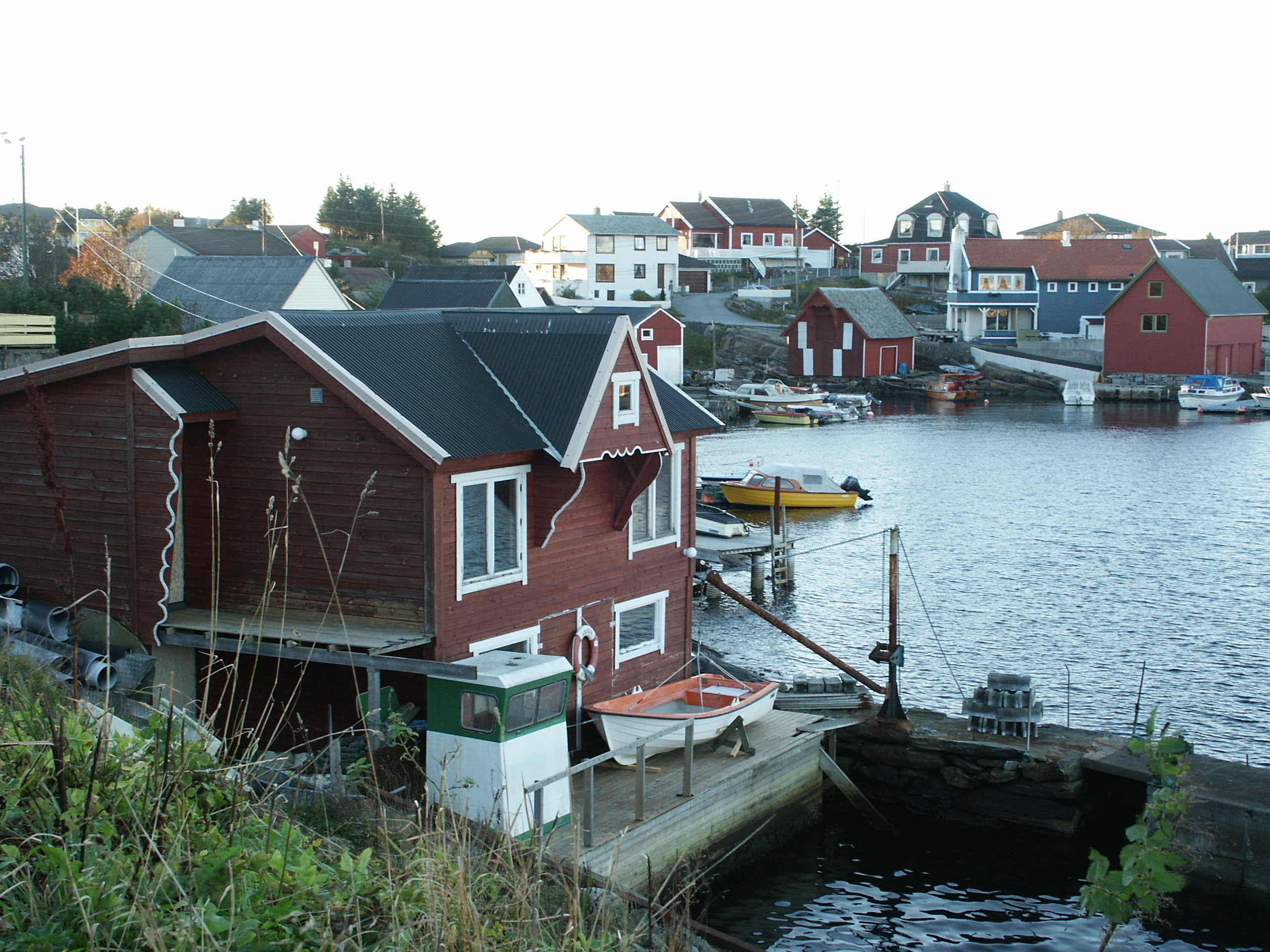
Häuser auf Ramsøyna, 2006

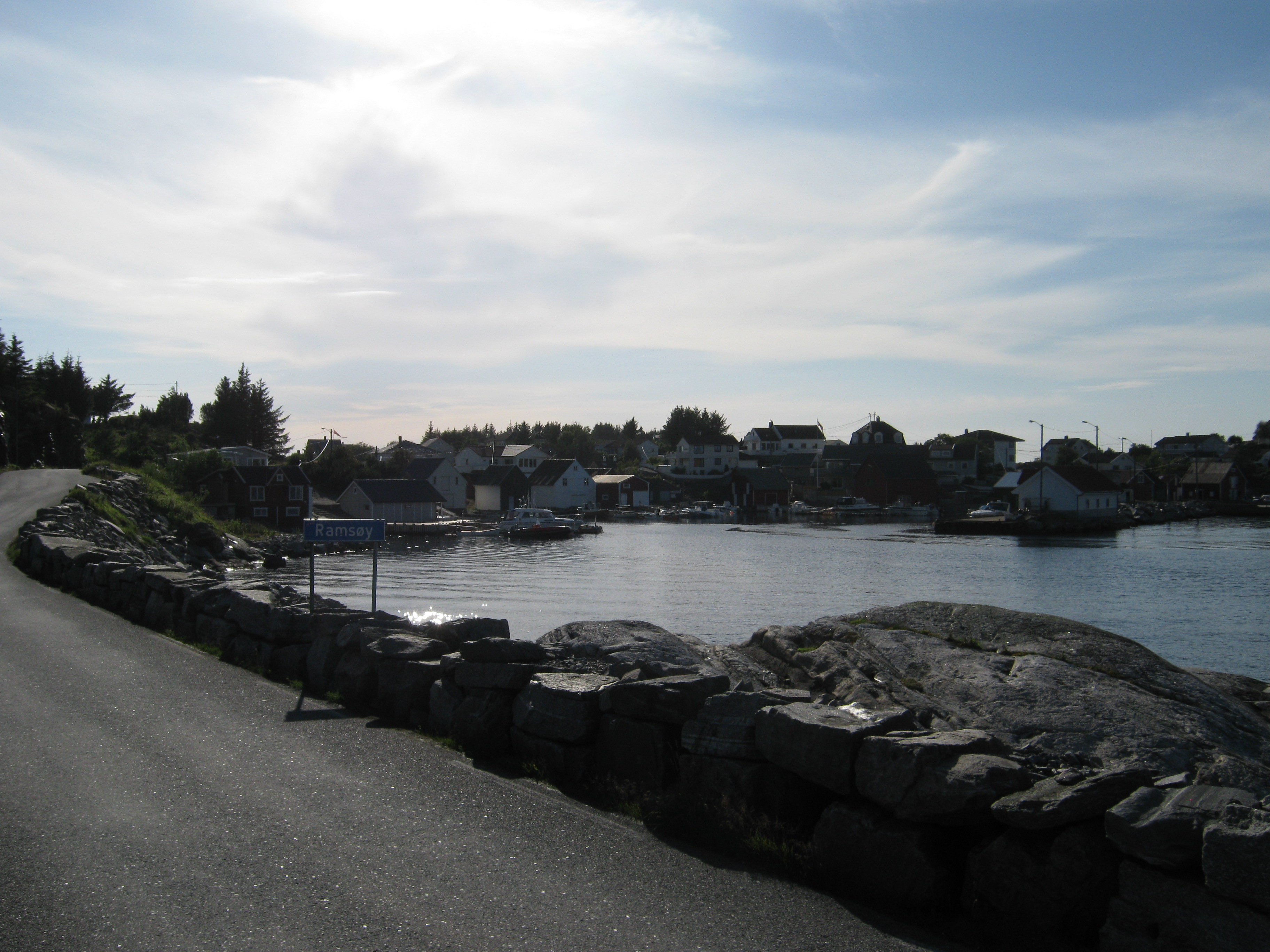
Ortseingang, im Hintergrund Sandvika, 2010

Sie liegt westlich vor der Insel Askøy. Unmittelbar östlich, nur etwa 130 Meter entfernt, befindet sich die Insel Hillesøyna, zu der eine Brückenverbindung besteht. Hierüber und in Verlängerung über die Inseln Stora Lauvøyna und Litla Lauvøyna wird seit 1989 der Fv219 zur Insel Askøy geführt, so dass im Weiteren eine Straßenverbindung zum Festland besteht.
Die Insel erstreckt sich von Norden nach Süden über etwa 670 Meter, bei einer Breite von bis zu 650 Metern. Mehrere Buchten reichen jedoch zum Teil tief in das Inselinnere hinein. Im Osten bestehen die Buchten Sofaen, Grisavika, Molohopen und Sandvika sowie im Süden Søra Lefjæra und Myrafjæra. Sie erreicht an der Erhebung Ramsøyfjelet eine Höhe von bis zu 26 Metern. Auf der Ostseite der Insel befinden sich mehrere kleine Hafenanlagen und Anlegestege.

## Einrichtungen
Auf der Insel befindet sich der Kindergarten Ramsøy barnehage. Im Westen Ramsøynas liegt der Fußballplatz Ramsøy ILs Hjemmebane.

## Denkmäler
Neben dem Kindergarten erinnern ein kleiner Park und ein Gedenkstein an den Untergang des Fischerbootes Spring am 22. Januar 1930, bei dem elf Fischer, ungefähr ein Drittel der erwachsenen männlichen Bevölkerung der Insel, ums Leben kamen.
Im Zweiten Weltkrieg wurde im November 1942 von deutschen Truppen während der deutschen Besatzung Norwegens auf der Westseite der Insel, an der Küste zum Hjeltefjord die Heeres Küsten Batterie HKB 37/977 Ramsö errichtet. Nach dem Krieg wurde die Batterie abgerissen, wobei jedoch Teile erhalten blieben. Die etwa 20 erhalten gebliebenen Objekte erstrecken sich auf einer Fläche von etwa 350 mal 160 Metern.
Südlich der Insel, in der Bucht Myrafjæra, liegt unter Wasser das Wrack des mit nordenglischen Kohlen beladenen Frachtschiffes D/s Spring (nicht zu verwechseln mit dem Fischerboot) welches im Januar 1914 nach dem Zusammenstoß mit einem kleineren Boot sank. Es gilt als denkmalgeschützt. Östlich von Ramsøyna wurde ein Schiffsanker gefunden, der als archäologische Stätte gilt.